# Diocesi di Calumene
La diocesi di Calumene è una sede soppressa del patriarcato di Costantinopoli.

## Storia
Calumene, nell'odierna Turchia, è un'antica sede episcopale della provincia romana della Galazia Prima nella diocesi civile del Ponto. Faceva parte del patriarcato di Costantinopoli ed era suffraganea dell'arcidiocesi di Ancira.
La diocesi è documentata per la prima volta nella Notitia Episcopatuum compilata all'epoca dell'imperatore Leone VI il Saggio e databile all'inizio del IX secolo; appare all'ultimo posto fra le suffraganee di Ancira, indizio di una sua recente istituzione. Unico vescovo noto di questa sede è Nicola, che fu presente al Concilio di Costantinopoli dell'879-880, che riabilitò il patriarca Fozio di Costantinopoli.

## Cronotassi dei vescovi
- Nicola † (menzionato nell'879-880)